# Норвегия на зимних Олимпийских играх 1948
Норвегия принимала участие в зимних Олимпийских играх 1948 года и завоевала четыре золотых, три серебряных и три бронзовых медали.

## Медалисты
| Медаль  | Спортсмен                                          | Вид спорта         | Дисциплина                |
| ------- | -------------------------------------------------- | ------------------ | ------------------------- |
| Золото  | Петтер Хугстед                                     | Прыжки с трамплина | Мужчины                   |
| Золото  | Финн Хельгесен                                     | Конькобежный спорт | Мужчины, 500 м            |
| Золото  | Сверре Фарстад                                     | Конькобежный спорт | Мужчины, 1500 м           |
| Золото  | Рейдар Лиаклев                                     | Конькобежный спорт | Мужчины, 5.000 м          |
| Серебро | Биргер Рууд                                        | Прыжки с трамплина | Мужчины                   |
| Серебро | Томас Бюберг                                       | Конькобежный спорт | Мужчины, 500 м            |
| Серебро | Одд Лундберг                                       | Конькобежный спорт | Мужчины, 5.000 м          |
| Бронза  | Одд Лундберг                                       | Конькобежный спорт | Мужчины, 1500 м           |
| Бронза  | Торлейф Скьелдеруп                                 | Прыжки с трамплина | Мужчины                   |
| Бронза  | Эрлинг Эвенсен Олав Экерн Рейдар Нюборг Олав Хаген | Лыжные гонки       | Мужчины, эстафета 4×10 км |